# Olsenbanden och Data-Harry spränger världsbanken
Olsenbanden och Data-Harry spränger världsbanken är en norsk film från 1978 regisserad av Knut Bohwim. Filmen är den nionde i serien om Olsenbanden.

## Handling
Egon hamnar bakom murarna efter en misslyckad kupp på Stortinget. När Egon blir frisläppt har Kjell och Benny fått en ny chef, Dynamit-Harry. Efter ha somnat i en container och kommit ofrivilligt till USA, där han utbildat sig inom data och blivit Data-Harry. 
Egons plan denna gången är att stjäla 10 miljoner dollar som boven Hallandsen ska köpa 30 ton smör för, som skall säljas vidare till Ryssland.

## Om filmen
Filmen är en norsk version av den danska filmen Olsen-banden deruda' från 1977.

## Rollista
- Arve Opsahl - Egon Olsen
- Carsten Byhring - Kjell Jensen
- Sverre Holm - Benny Fransen
- Aud Schønemann - Valborg
- Harald Heide-Steen Jr. - Data-Harry
- Sverre Wilberg - Hermansen
- Øivind Blunck - kriminalkonstapel Holm
- Alf Malland - Hallandsen
- Ove Verner Hansen - Biffen
- Henki Kolstad - Mester Hansen
- Arne Aas - Larsen
- Bjørn Watt Boolsen - stortingsrepresentant Smith-Nilsen
- Dan Fosse - parkometer-vakt